# Utilidad (economía)
En economía, la utilidad es la medida de satisfacción del consumidor al obtener un producto.
Asumiendo la validez de esta medida, se puede hablar con intención de aumentar o disminuir la utilidad, y por lo tanto explicar el comportamiento económico en términos de los intentos de aumentar la utilidad. Cabe mencionar que la satisfacción del consumidor es personal y, por lo tanto, es subjetiva. El individuo decide qué valor darle a esa satisfacción.
El utilitarismo vio la maximización de la utilidad como criterio moral para la organización de la sociedad. De acuerdo con los utilitaristas, como Jeremy Bentham y John Stuart Mill, la sociedad debe tener como objetivo maximizar la utilidad total de los individuos. Desde esta perspectiva, la utilidad se entiende como “La propiedad de un objeto por la cual tiende a producir beneficio, ventaja, placer, bien o felicidad”. Desde este punto de vista, se sugiere que una economía es eficiente en la medida que produce la mayor “satisfacción” o “utilidad” posible para los participantes en sus actividades.[cita requerida]
El concepto suelen aplicarlo los economistas en constructos tales como las curvas de indiferencia, que trazan la combinación de productos que un individuo o una sociedad aceptaría para mantener un determinado nivel de satisfacción. La utilidad individual y la utilidad social puede representarse como la variable dependiente en una función de utilidad; por ejemplo, en curvas de indiferencia o funciones  del bienestar social. Cuando esas funciones se combinan con restricciones de producción o insumos básicos, y dados algunos supuestos, pueden representar la eficiencia de Pareto, como se ilustra por ejemplo en la caja de Edgeworth. Esta eficiencia es un concepto central en la economía del bienestar.[cita requerida]
Autor:Thani Nicolle Mamani Ticona

## Utilidad total
Se le llama utilidad total a la satisfacción plena que alcanza un individuo al adquirir o consumir un bien o servicio.[cita requerida]

## Utilidad marginal
La utilidad marginal es la disminución de la satisfacción, dependiendo del incremento de un bien adquirido. Es decir, la satisfacción disminuye en proporción al aumento de unidades (utilidad).[cita requerida]
Por ejemplo, si un niño en una fiesta consume una barra de chocolate, esta le proporcionará 10 “útiles” (unidad de medida de la utilidad). La segunda le proporcionará 15 útiles (esto nos da un total de 25 útiles ya que se va sumando la utilidad de cada barra). A partir de la tercera barra, la utilidad va decreciendo porque llega a un punto de saturación.
| Cantidad de barras de chocolate | Utilidad Marginal | Utilidad Total |
| 1                               | 10                | 10             |
| 2                               | 15                | 25             |
| 3                               | 12                | 37             |
| 4                               | 10                | 47             |
| 5                               | 5                 | 52             |
| 6                               | 0                 | 52             |
| 7                               | -5                | 48             |
| 8                               | -10               | 38             |

La tabla  anterior nos indica cómo, mientras la utilidad marginal es decreciente, la utilidad total es ascendente hasta que se llega al llamado punto de saturación, ya que, mientras más se consume, menos utilidad se obtiene.

## Crítica
La economista Joan Robinson calificó el concepto de utilidad como circular: "La utilidad es la calidad de los productos básicos que hace que las personas quieran comprar, y el hecho de que las personas quieran comprar los productos básicos muestra que tienen utilidad". (Robinson, 1962:48)
Diferentes sistemas de valores tienen perspectivas diferentes acerca del uso de “utilidad” para hacer juicios morales. Por ejemplo, los marxistas, kantianos, y algunos liberales (por ejemplo, Nozick) creen que la utilidad es irrelevante como criterio moral o al menos no tan importante como factores tales como los derechos naturales, las leyes, la conciencia y/o la doctrina religiosa. Es discutible si algunas de estas sugerencias podrían ser adecuadamente representadas en un andamiaje teórico que tenga “utilidad” como sustento.[cita requerida]
Otra crítica proviene de la afirmación de que ni la utilidad cardinal ni ordinal son empíricamente observables en el mundo real. En caso de utilidad cardinal no es posible, por ejemplo, medir un nivel de satisfacción "cuantitativo" cuando alguien consume / compra una manzana. En el caso de la utilidad ordinal, es imposible determinar qué opciones se contemplaron y cuáles y en cuáles bases algunas se implementaron cuando alguien compra, por ejemplo, una naranja. Cualquier acto implica una preferencia particular en relación con una posibilidad infinita de opciones, como, por ejemplo: manzana, jugo de naranja, vegetales, tabletas de vitamina C, no compra, ejercicio, etcétera.

## Citas y referencias
1. ↑  Este ‘principio de utilidad” es también conocido  como el principio del mayor satisfacción o mayor felicidad (“greatest happiness or greatest felicity” en inglés ) basado en la frase  “el mayor bien para el mayor número de personas”, que Bentham encontró en la obra de J Priestly “Treatise of Government”  - ver Kerby Anderson Utilitarianism: The Greatest Good for the Greatest Number Archivado el 4 de enero de 2011 en Wayback Machine. (introducción)
2. ↑  "An introduction to the principles of morals and legislation", Jeremy Bentham, 1789 (“impreso” en 1780, “primera publicación” en 1789, "corregido por el autor" en 1823.) Ver Capítulo I: Of the Principle of Utility.]
3. ↑  «Utilidad total».
4. ↑  Martínez Torres, Omar (2016). «2». Análisis Económico. Zapopan, Jalisco: Astra. p. 88.
5. ↑  Joan Robinson (1962). Economic Philosophy. Harmondsworth, Middlesex, UK: Penguin Books Ltd.
6. ↑  Botond Ko˝szegi y  Matthew Rabin: Mistakes in Choice-Based Welfare Analysis